# 湯浅新六
湯浅 新六（ゆあさ しんろく）は、戦国時代から安土桃山時代にかけての武将。加治田城衣丸城代。実名は不明。

## 略歴
美濃国山之上村（現美濃加茂市）の住人。加治田城主・佐藤忠能に仕え、槍術の達人であり名人で槍を持つと向かう者敵無しだったと言われる。
永禄8年（1565年）の堂洞合戦に参戦。関・加治田合戦においては、長井道利（関勢）が加治田城の絹丸捨堀を攻撃の最中に、佐藤忠能の子・信氏が討ち死にし、加治田・織田連合軍の旗色が悪くなると、一番に名乗り出て槍を奮って関勢を突き崩し、肥田瀬の川端まで追いつめて加治田側を勝利に導いた。その戦功を賞して斎藤利治（新五）は、それまで讃岐と称していた湯浅に自分の新の字を与え、新六と名乗らせ刀を与えた。
利治死後は、斎藤利堯に仕え、天正10年（1582年）加治田・兼山合戦にも従軍した。
加治田城の廃城後は任官せず、入道して道牧と名乗り山之上に帰農した。余暇に戦場物語を人に聞かせ、それを記憶した子の安右衛門が語ったのを、服部打睡入道が軍記として記録したとされるのが『永禄美濃軍記』である。また、同地の十二神社は天正11年（1583年）に新六により再建されたことが棟札に書かれている。美濃加茂市山之上町に住む子孫の墓地には、道牧入道の石碑があるという。

## 逸話
- 堂洞合戦の時、岸信周の嫡男である岸信房の首を討取った[4]。
- 加治田・兼山合戦では、森軍の背後にまわり、旧堂洞城本陣へ三方の一方として攻め上がった[5]。
- 湯浅新六の墓碑の写真が富加町史に掲載されている[6]。